# Maria Freudenreich
Maria Freudenreich (* 1860 in Erbach; † 6. Dezember 1914 in Ochsenhausen) war eine deutsche Restauratorin für Kirchengemälde und gefragte Porträtistin, was sich in zahlreichen Aufträgen geistlicher und weltlicher Würdenträger niederschlug.

## Leben
Geboren wurde Maria Freudenreich als Tochter von Genovefa Bechler und Wilhelm Freudenreich. Ihre Vorfahren väter- und mütterlicherseits stammten aus Ehingen. Sie wuchs in Ochsenhausen auf und wurde schon früh von ihrem Vater, einem Lehrer und Kunstmaler, gefördert. Bereits mit 16 Jahren kam sie auf die Münchner Kunstgewerbeschule, wo sie unter anderem beim Tiermaler Anton Braith lernte. Durch die Kontakte ihres Vaters genoss sie die Unterstützung etablierter Kunstprofessoren. Dies ermöglichte es ihr, nach Studienende ihren Lebensunterhalt (überwiegend mit Pfarrherren-Bildern) zu bestreiten, was für eine Frau in der Kunst in jener Zeit – zumal sie ledig blieb – ungewöhnlich war.

## Werke

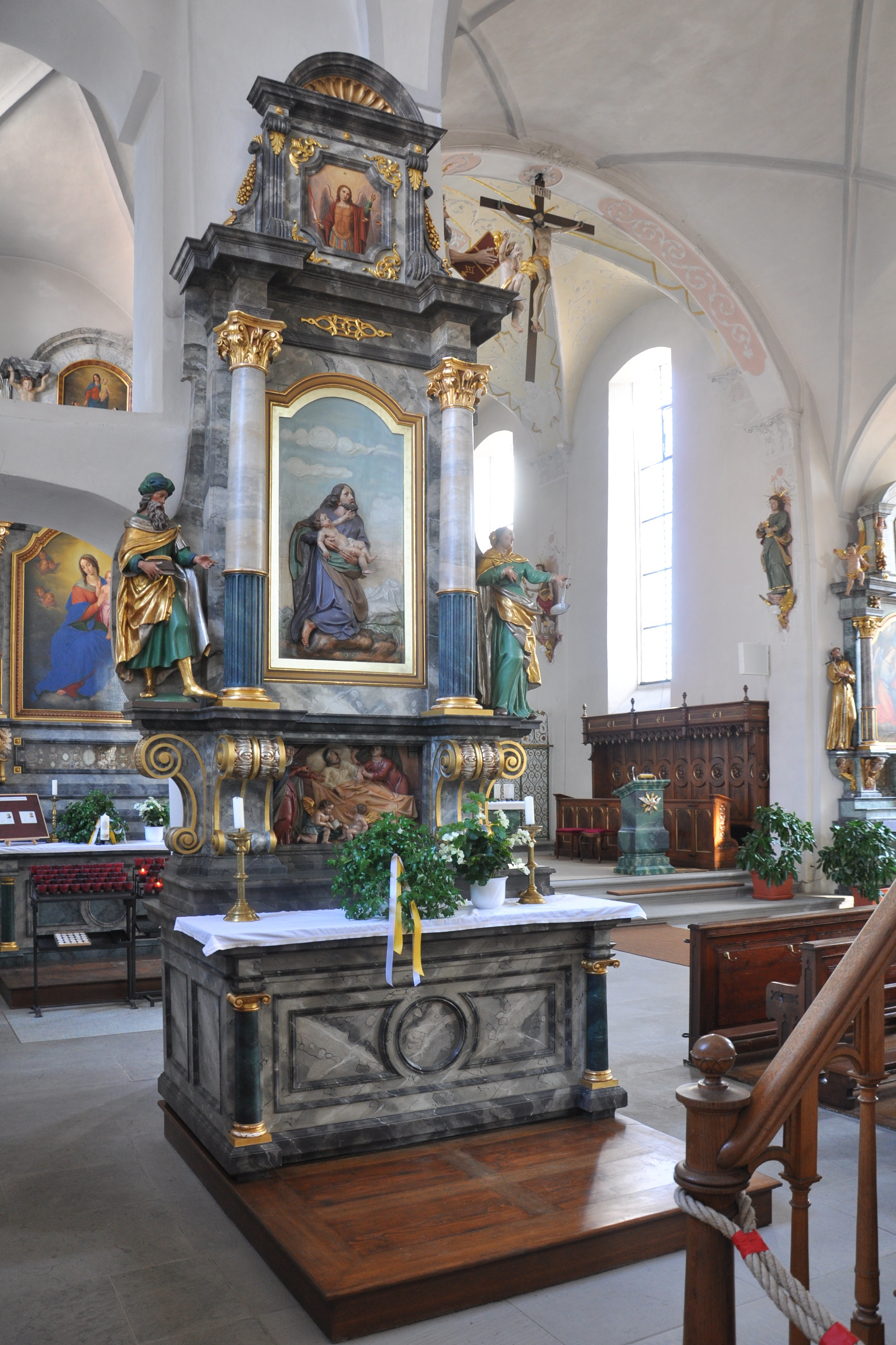
Pfarrkirche Mariä Geburt in Pfärrich, Seitenaltar links hinten

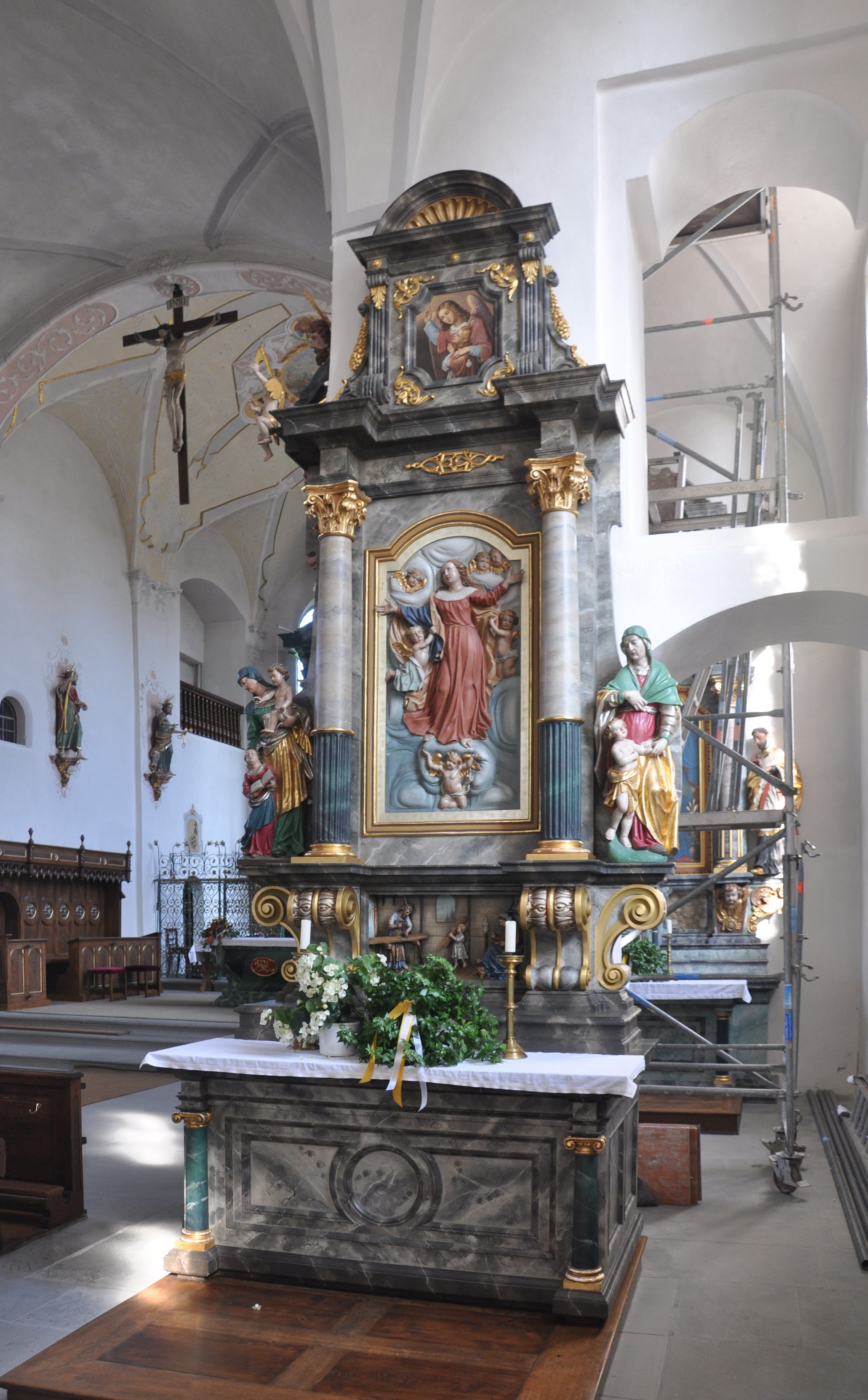
Seitenaltar rechts hinten

Allein oder gemeinsam mit ihrem Vater (dessen Arbeiten noch heute am Federsee in Tiefenbach und Brasenberg sowie im Raum Ochsenhausen betrachtet werden können) restaurierte Maria Freudenreich viele Kirchengemälde und -fresken, darunter das große Altarbild von Johann Heinrich Schönfeld in der Ochsenhausener Klosterkirche. Wie ihr Vater, der für die Grafen von Erbach-Erbach im Odenwald Porträts schuf, war auch sie als Porträtmalerin tätig. Neben Verwandten und Bekannten malte sie Adelsvertreter und Geistliche in Oberschwaben. Zahlreiche Familienporträts befinden sich bei den Nachfahren von Marias Bruder in Biberach. Ein Gemälde, das den heiligen Wilhelm darstellt, schenkte sie 1907 ihrem Cousin Wilhelm Bechler. Als Restauratorin arbeitete sie an Altarblättern oder Deckengemälden in Ochsenhausen und in oberschwäbischen Klöstern bis Rottenmünster bei Rottweil.
Den Höhepunkt ihres Schaffens erlebte Maria Freudenreich in den Jahren ab 1893. Sie porträtierte die Schlossherren von Zeil, Aulendorf, Oberdischingen, Oberkirchberg und Hohenheim bei Kirchheim in Bayern. Darüber hinaus erhielt sie Aufträge für Heiligendarstellungen, Kreuzwege, Deckenbilder sowie Altarblätter in Kirchen und Kapellen oberschwäbischer Klöster und Pfarreien, so etwa in Oberstetten, Eichbühl, Zell an der Rot oder in der Wallfahrtskirche Pfärrich bei Wangen im Allgäu. Auch die Franziskanerinnen von Sießen und Kloster Reute zählten zu ihren Auftraggebern. Aufgrund ihres guten Rufs erhielt die Malerin 1913 den Auftrag, ein lebensgroßes Porträt des Rottenburger Bischofs Paul Wilhelm von Keppler zu schaffen, was sie in einem Brief an ihre Schwägerin erwähnte. Doch ist dieses Gemälde bisher nirgends aufgetaucht; stattdessen hängt im Bischofshaus in der Galerie der Bischöfe ein Keppler-Porträt des Malers Gebhard Fugel von 1915. Da ein Foto aus dem Jahr 1912 existiert, das Maria Freudenreich im Garten des Bischofspalais zeigt, liegt die Vermutung nahe, dass sie sich dort auch aufgehalten hat. Warum der Bischof später Gebhard Fugel beauftragt hat, bleibt ungeklärt.
Anlässlich des 100sten Todesjahres hatte ein Arbeitskreis von Kunstfreunden aus Biberach und Ehingen Leben und Werk der Maria Freudenreich erforscht und aufgearbeitet. Vom 6. April bis 25. Mai 2014 fand im Klostermuseum Ochsenhausen eine Ausstellung statt, die anschließend vom 1. Juni bis 13. Juli 2014 im Ehinger Museum gezeigt wurde. Zur Ausstellung erschien ein kleiner Katalog mit dem Titel: Die Malerin Maria Freudenreich. 1860–1914. Ehingen – München – Ochsenhausen.